# Christoph Gottlieb Hedemann
Christoph Gottlieb Hedemann (* um 1703; † 11. Mai 1776 in Glogau, Schlesien) war ein deutscher Architekt.
Hedemann trat zunächst als Feldmesser in Erscheinung, als er 1722 bis 1724 die Katasteraufnahme von Brandenburg an der Havel ausführte. Aus den Jahren 1727 und 1729 liegen von ihm Kartenaufnahmen des Flusslaufs der Oder von Schwetig bis zur Lebuser Grenze sowie vom Havelbruch vor.
Später war Hedemann königlich-preußischer Bauinspektor in Frankfurt (Oder), wo er am 2. Februar 1731 Sophia Damero heiratete. In Frankfurt leitete er den Umbau der französisch-reformierten Kirche und erneuerte die Franziskaner-Klosterkirche, deren barocke Orgel nach seinem „dessein“ ausgeführt wurde. Das Doppelpfarrhaus der Nikolaikirche entstand 1738 bis 1740 nach seinem Entwurf.
1739 wurde die Dreifaltigkeitskirche in Zossen, ein großer rechteckiger Putzbau, von Hedemann in barockem Stil erbaut.
1741 wurde Hedemann Baudirektor der Kriegs- und Domänenkammer Glogau, wo er bis zu seinem Tode wirkte. In dieser Funktion verantwortete er u. a. die Rathausbauten von Hirschberg und Lüben sowie Magazingebäude in Schweidnitz und Breslau.
| Personendaten    | Personendaten                |
| ---------------- | ---------------------------- |
| NAME             | Hedemann, Christoph Gottlieb |
| KURZBESCHREIBUNG | deutscher Architekt          |
| GEBURTSDATUM     | um 1703                      |
| STERBEDATUM      | 11. Mai 1776                 |
| STERBEORT        | Glogau, Schlesien            |